# Kristian Erslev
Kristian Sophus August Erslev (født 28. december 1852 i København, død 20. juni 1930 på Frederiksberg) var en dansk historiker, gift med Anna Hude.
Han var døbt Christian, men den form ses kun i Dansk Biografisk Leksikon og i alle kirkebøger. Erslev, der var professor i historie ved Københavns Universitet fra 1883 til 1916 og rigsarkivar fra 1916 til 1924, betragtes af mange som kildekritikkens fader. Han blev urnebegravet på Frederiksberg ældre kirkegård.

## Uddannelse og karriere
Erslev blev født i København som søn af forlagsboghandler Jacob Erslev og Jacobine Marie, født Castenschiold. Da han blev født, boede familien Gothersgade 28, mens hans dåb den 19. juni skete "paa Frederiksberg", som kirkebogen fra Trinitatis Kirke noterer.
10. juli 1870 blev Erslev student fra Mariboes Skole i København, hvorefter han begyndte studier ved Københavns Universitet. Her tog han 17. maj 1876 magisterkonferens. Året efter var han 28. januar medstifter af Selskabet for Udgivelse af Kilder til Dansk Historie og i oktober tog han på en større udenlandsrejse til Tyskland, Italien, Grækenland og Paris i Frankrig. Den varede til august 1879. Efter hjemkomsten blev han 8. november samme år dr.phil. med disputatsen Konge og Lensmand i 16. Aarh. Studier over Statsomvæltningen 1536 og dens Følger for Kongemagt og Adelsvælde. Disputatsen var bygget på et nøje studium af de danske lensmænd og forleningsvilkårene for de danske len i perioden 1513–1596.
1. januar 1881 blev Erslev stipendiat ved Gehejmearkivet og 1. marts 1883 blev han professor i historie ved Københavns Universitet efter Frederik Schierns død. Året før var Erslevs gamle læremester, professor Caspar Paludan-Müller, død og var blevet afløst som professor Rostgardianus af Johannes Steenstrup. Erslevs virksomhed inden for historisk metode de efterfølgende år blev i høj grad præget af et opgør med Paludan-Müllers metode, mens Steenstrup i højere grad videreførte dennes arv.
Ved siden af sin virksomhed på universitetet og i kildeskriftselskabet var Erslev aktiv flere steder. 15. november 1886 blev han medlem af Det kongelige danske Selskab for Fædrelandets Historie og 18. maj 1888 af Videnskabernes Selskab. 1890 trådte han ind i bestyrelsen for Selskabet til Historiske Kildeskrifters Oversættelse og 23. april 1895 i bestyrelsen for Den danske historiske Forening, hvor han var sekretær 1912–1917 før han 17. december 1919 trådte ud af bestyrelsen. 1905 blev han medlem af bestyrelsen for Universitets-Jubilæets danske Samfund og 1903–1910 var han medlem af Gentofte Kommunes skolekommission. 4. november 1913–1926 var han formand for Carlsbergfondets direktion, som han var trådt ind i 23. september 1909. Efteråret 1913 bragte også andre poster, da han 12. august blev medlem af Den Arnamagnæanske Kommission og 25. september af bestyrelsen for Det Nationalhistoriske Museum på Frederiksborg. Da Rask-Ørsted Fondet blev oprettet ved lov af 4. oktober 1919, blev Erslev medlem af dettes komité.
På mange af disse poster, ikke mindst i Carlsbergfondet, kom hans fremragende evner som administrator til udfoldelse.
Erslev engagerede sig også politisk og stillede i 1906 op til Folketinget for Radikale Venstre i Københavns 4. kreds, hvor han dog led nederlag til Laurits Vilhelm Birck og ikke siden stillede op.
På Københavns Universitet var Erslev 10. november 1910–16. november 1911 rektor og holdt ved afslutningen af sin rektorperiode ved universitetets årsfest en tale, der i 1922 blev udgivet som et slags festskrift til Erslev (Vort Slægtleds Arbejde i Dansk Historie). Her fremlagde han opfattelsen af, at Erslev og kredsen om ham havde udført et betragteligt arbejde til forbedring af den danske historieskrivning:
"En fuld Værdsættelse deraf kan først Eftertiden foretage, men jeg antager dog, at man altid vil anerkende, at der er arbejdet stærkt og samvittighedsfuldt; intetsteds har man slaaet sig til Ro med, hvad tidligere Granskere har ment; alt er optaget fra Grunden af, baade Stoffet og Arbejdsomraadet er blevet stærkt udvidet og uddybet, og ivrig har man stræbt at faa hver Tidsalder frem i dens Ejendommelighed."
Erslevs embedskarriere endte med en årrække som rigsarkivar, da han 1. februar 1916 overtog denne post. Her omordnede han sammen med arkivar William Christensen den middelalderlige samling efter proveniensprincippet.
Erslev modtog høje æresbevisninger. Han blev således Storkorsridder af Dannebrog, Dannebrogsmand og bar ordener fra Island, Norge og Sverige.

## Erslevs litterære produktion
Erslevs væsentligste indsats lå inden for studiet af den danske middelalder og udviklingen af kildekritik. Klassiske middelalderstudier fra Erslevs hånd er "Europæisk feudalisme og dansk lensvæsen" i Historisk Tidsskrift 1889 og monografierne Dronning Margrethe og Kalmarunionens Grundlæggelse (København 1882) og Erik af Pommern, hans Kamp for Sønderjylland og Kalmarunionens Opløsning (København 1901).
Inden for kildekritik er hovedværkerne Nogle Grundsætninger for historisk Kildekritik (København 1892) og Historisk Teknik. Den historiske Undersøgelse fremstillet i sine Grundlinjer, der kom i første udgave i 1911 og anden udgave i 1926 (ofte optrykt).

### Udviklingen af kildekritik
Debutarbejdet fra 1873, artiklen "Harald Hårdråde i Limfjorden" i Aarbøger for nordisk Oldkyndighed og Historie, indeholdt ingen ansatser til kildekritik. Den er en undersøgelse af en beretning fra Snorri Sturluson, hvor Harald Hårderåde undslipper nogle forfølgere ved at trække sine skibe over land fra Limfjorden til Vesterhavet. Beretningen tages af Erslev for pålydende, og artiklen handler om at stedfæste de lokaliteter, der nævnes i beretningen.
To år senere blandede Erslev sig i striden mellem professor Caspar Paludan-Müller og Johannes Steenstrup om Kong Valdemars Jordebog. I artiklen "Kong Valdemars jordebog og den nyere kritik" i Historisk Tidsskrift. Han tilsluttede sig Paludan-Müllers fremgangsmåde, nemlig først at undersøge skriftet i sin helhed og dernæst de enkelte jordebogsstykker i det, men forkastede professorens opfattelse af jordebogen som øvelsesbog for en skriver. Den centrale problemstilling for Erslev var at finde frem til en plausibel situation, hvor kilden kan være fremkommet. En analyse af indholdet førte ham til at tilslutte sig Paludan-Müllers synspunkt om, at håndskriftet bestod af en række usammenhængende stykker, der først var blevet samlet ved tilblivelsen af håndskriftet og altså ikke, som Steenstrup mente, oprindelig havde udgjort en enhed.
Metodisk lå Erslev således i dette arbejde tæt op ad Paludan-Müller og historismens hermeneutiske og intuitive fremgangsmåde. Det handler om at leve sig ind i den situation, hvor kilden er opstået.
I nogle andre arbejder af numismatisk karakter begyndte der dog at vise sig spor en ny metodisk tilgang. I artiklen "Vore bynavnes ældste former, oplyste ved danske mønter" fra 1873 havde han peget på, at det ville være muligt at følge navneformer længere tilbage i tiden, hvis man inddrog møntmaterialet. To år senere anviste han i artiklen "Roskildes ældste mønter. Studier til dansk mønthistorie", at det samme materiale havde yderligere muligheder som kildemateriale for historikere. Mønter fra Roskilde i forskellige møntfund blev kronologisk opstillet og derefter udnyttet til at sige noget om møntvæsenets udvikling i byen og i Danmark som helhed.
Arbejdet med Roskildes mønter viser to interessante træk ved Erslevs metodiske position. For det første er der tydeligvis en positivistisk inspiration. Materialet kan beskrives eksakt ved at blive målt og vejet og udtrykkes i tal og analyseres ved statistik. For det andet tillægger han sin levnsudnyttelse af mønterne en større vægt end beretningsudnyttelsen af andre kilder, dog uden at bruge disse begreber, der først senere blev et fast element i kildekritikken.
Brugen af statistik blev i øvrigt nærmest et kendemærke for Erslev. I disputatsen fra 1879 forklarede han valget af lensvæsenet som emne med "den sjældne og uvurderlige Egenskab, at det tillader en positiv, næsten Exakt Behandling" og tillægger resultatet stor sikkerhed, da det er bygget "paa indgaaende Detailundersøgelser og deraf uddragne statistiske Resultater."
Op gennem 1880'erne viste Erslev behersket interesse for levnsudnyttelsen af kilderne, mens fokus lå på beretningsudnyttelsen, hvilket bl.a. kom til udtryk i artiklen "Studier til Dronning Margrethes Historie" fra 1882. Her skelnede han mellem det diplomatiske materiale og "Kilderne [...] – dette Ord taget i snævrere Forstand, hvorefter det kun omfatter Forfatternes Beretninger om det skete". Herefter tog han fat på at undersøge disse kilders indbyrdes afhængighed og kildeværdi. Han tillagde her de samtidige kilder (fra Margretes egen levetid eller kort derefter) størst værdi. De senere kilder har dels gengivet de ældre kilders oplysninger, og dels benyttet sig af mundtlige overleveringer. Disse yngre kilder betegnes som "sekundære", men det har ikke den præcise betydning, som begrebet senere fik i den kildekritiske terminologi, da det også dækker over oplysninger, der bygger på en usikker tradition og ikke blot oplysninger, der i forvejen kendes fra ældre kilder.
Metodens værdi søgte Erslev i artiklen at påvise ved at anvende den på slaget ved Åsle i 1389. Her går han ud fra årbøgernes oplysninger og supplerer disse med ikke-nordiske kilder, primært fra Lübeck, for at finde begivenhedernes sammenhæng og udvikling. Først herefter inddrages brudstykker, der kan udledes af diplommaterialet. Hans konklusion var, at det hermed var vist, "hvor meget der er at lære af de samtidige Kilder, hvor overordentlig lidt, der kan hentes ud fra alle senere Beretninger, og dette Udslag kan dristig overføres næsten paa alle Punkter i Datidens historie." I større omfang blev metoden brugt i monografien om dronning Margrete, der udkom næsten samtidig med artiklen.
Efter Margrete-monografien kom der ikke større værker fra Erslevs hånd i 1880'erne. Den mest oplagte forklaring på dette forhold er, at han efter ansættelsen som professor i 1883 fokuserede sin energi på den gerning. Særlig betydning fik de øvelser i historisk metode, som han afholdt. I 1887 eller 1888 fik han hektograferet et skrift til brug for disse øvelser, og i 1892 udkom det som Grundsætninger for historisk Kildekritik. I perioden omkring 1890 skrev han også flere afhandlinger, der kan betragtes som demonstrationer i brugen af kildekritik på konkrete problemstillinger.
I artiklen "Erik Plovpennings Strid med Abel. Studier over ægte og uægte Kilder til Danmarks Historie" fra 1890 indledte han således med at sige: "Al den historiske Kundskab, som ikke er bygget paa Fortidslævninger, paa gamle Aktstykker, Breve og andre Oldsager, hviler i sidste Instans paa Fortællinger af Øjevidner til Begivenhederne." Her synes der at blive lagt op til, at det er at foretrække at basere sig på "Fortidslævninger".
I samme artikel blev Hans Svaning og Arild Huitfeldts autoritet i forhold til emnet skudt i sænk. Erslev påviste, at disse bearbejdere havde kombineret kilder, som stadig eksisterede, og dårlige anden- og tredjehåndsbearbejdelser. Hidtil havde man i vidt omfang regnet med, at fx Huitfeldt havde haft adgang til en mængde kilder, der siden var gået tabt, og derfor havde stor autoritet.
Den nye "erslevske kritik" var nu åbenbart blevet for meget for Erslevs kollega Johannes Steenstrup. I Dagbladet kunne man 23. marts 1891 læse en anonym artikel under overskriften "Hjemlige Studier. Fri forskning og Skole", der var en anmeldelse af ovennævnte artikel. Forfatteren var Steenstrup, og han fandt tydeligvis afvisningen af Huitfeldts tabte kilder for bastant, den syntes ham "lidt for vidtgaaende" og fik ham til at spørge, om "ikke Erslev tildeler den nyere Kildekritik alt for store Fortjenester?" Han mente, at kildekritiken i Tyskland havde gjort historiestudiet til "et mekanisk, stundom aandløst Studium" og pointerede, at historie også handlede om "Kunsten at kunne leve sig ind i den skildrede Tid, saa man stod lige overfor den som en samtidig".
6. april samme år kom Erslevs svar i Dagbladet. Han fastholdt her, at "al historisk granskning maa begynde med Kildekritik; da vi kun kender Fortiden gennem Overleveringen, maa vi prøve dennes Troværdighed, før vi bygger videre paa den.". Samtidig pointerede han dog, at opgaven ikke kun var at kassere de "uægte kilder", da dette kun var første trin, "derefter kommer Kildekritikens Hovedopgave, at værdsætte Kildens Autoritet, prøve Vidnets Troværdighed, Forfatterens Kundskab, Aktstykkets Beviskraft og saa følger Realkritiken, Forsøgene paa ad de forskelligste Veje at konstruere Billedet af den historiske Situation eller Personlighed." Synspunktet var, at kildekritiken var en nødvendig forudsætning for ordentlig historieskrivning, men afviste ikke betydningen af "psykologisk Iagttagelsesevne, af poetisk Forstaaelse, af Menneskekundskab", og understregede, at han "i Kildekritiken kun seer Vejen, ikke Maalet."
Steenstrup afsluttede dagen efter debatten med en artikel i Dagbladet, hvor han gav mere plads til den historiske metode, end hans først indlæg havde lagt op til, men fastholdt, at der lå en fare i, at historiestudiet for ensidigt blev fokuseret på kildekritik.
Erslev fortsatte dog ufortrødent det kildekritiske arbejde. I 1891 var der i Historisk Tidsskrift to forbundne artikler fra hans hånd: "Det stockholmske Blodbads Forhistorie og C. Paludan-Müllers Opfattelse deraf" og "Paludan-Müllers Theori om Sagnkritikens Methode". Som det fremgår af titlerne var det Erslevs gamle lærer, der stod for skud. Erslev mente ikke, at Paludan-Müllers historiske metode var i orden og formulerede i modsætning til Paludan-Müllers skel mellem monumenter, sagn og myter et skel mellem "to helt forskellige Kildearter, mellem hvilke der er væsensforskel": Beretninger ("Fortællingen om Fortiden, Begivenheden afspejlet i den menneskelige Hjerne") og levn ("den endnu bevarede rest af Fortiden"). Skellet ligger her i selve kilderne og først senere – (se primært bogen Historisk Teknik fra 1911) – når han frem til, at skellet ikke ligger i kilderne, men i historikerens problemstilling.
I artiklen "Sven Estridsøn og Biskop Vilhelm. Sagnstudier" fra 1892 tog han Saxo under samme behandlig som tidligere Huitfeldt. Heller ikke denne gang var Steenstrup enig, men han reagerede først i 1907 med artiklen "Biskop Vilhelm og Kong Svend" i Historisk Tidsskrift, 8. række, I, s. 1-64. Erslevs afhandlig består i en analyse af afhængighedsforhold og munder ud i en afvisning af Saxo som kilde til Svend Estridsens tid, men som en værdifuld kilde til Saxos egen tid. Med andre ord er værdien af Saxo som beretning lav, men som levn høj. Endnu engang formulerer Erslev sig som praktiker på en måde, der minder om et funktionelt kildesyn, men i som teoretiker holdt han stadig fast i et materielt kildesyn.
Vender man sig til Grundsætninger i historisk Kildekritik beskæftiger han sig i hele indledningen med skellet mellem beretninger og levn, mens resten af lærebogen handler om, hvordan man kritisk skal forholde sig til beretninger. Det hænger formodentlig sammen med, at han betragtede levn som "objektive kilder", som man derfor – efter en bestemmelse af deres oprindelse – uden videre kunne bruge. Beretninger var derimod "subjektive kilder" og skulle derfor "renses" for de subjektive elementer, før de kunne bruges.
De efterfølgende afhandlinger fra 1890'erne drejede sig væsentligt om at afprøve metoden i praksis for at demonstrere dens værdi. Der anes en vis tendens til øget interesse for levnene, men beretningerne bruges ofte som grundlag for afhandlingerne. Det gælder således fx i "Fra Holstenervældens Tid i Danmark (1325–1340). Kritiske Smaastudier" fra 1896, hvor han i de første to af de tre småstudier, som artiklen indeholder, bruger kildekritiken på beretninger og kun i det sidste, "Mageskiftekontrakten af 11. Februar 1340", analyserer en kilde, han betragter som levn.
Først efter århundredeskiftet kom levnsudnyttelsen i centrum for Erslevs arbejder, særligt i Frederik IV og Slesvig. Arvehyldningsakterne af 1721 fra 1901 og "Gottorpernes Afkald paa Slesvig og dets Forhistorie" fra 1913. I førstnævnte værk kommer Erslevs videnskabsideal om den forudsætningsløse tilgang klart til udtryk:
"Vi vil først tage selve Akterne for os og, uden nogetsomhelst Hensyn til, hvad der før er sagt om dem, søge at forstaa deres Indhold saa klart og fyldigt, som det er os muligt. Den Forstaaelse, vi derved naar til, vil vi saa sammenligne med de Fortolkninger, som tidligere er fremsatte af Akterne, dels fra dansk, dels fra slesvigholstens side."

### Kuriosum
I Erslevs Historisk Teknik (udg. 1926, optrykt 1972) læser man i paragraf 15:
Der staar i den overleverede Text, at Kongen formaaede Høvdingerne til at lyde Gud etiam majorum vel sanctorum auctoritate [.....]
Begrebet at formaa nogen til noget betyder at påvirke nogen til at gøre eller mene noget og er derfor ikke, som nogen mener, en trykfejl for formanede.

## Privatliv
Erslevs mor havde før ægteskabet med Jacob Erslev været gift med amtsforvalter Conrad Vilhelm Barner (1799 – 1873), med hvem hun havde fået datteren Regitze Barner (28. februar 1834 – 2. december 1911). Ved folketællingen i 1855 boede denne datter hos familien Erslev, men der er ikke ellers spor af, at Kristian Erslev havde megen kontakt med denne halvsøster, der jo også var næsten 19 år ældre end ham. Faderen fik senere flere børn – han blev gift yderligere to gange – men disse var omvendt væsentlig yngre end Kristian: Jacob Eduard Erslev (20. marts 1870 – 22. juni 1916), Alma Dorthea Erslev (17. februar 1877 – 19. maj 1877), Axel Johannes Erslev (14. januar 1878 – 21. april 1901), Kamma Augusta Erslev (23. december 1878 – 21. februar 1913 og Aage Holger Erslev (31. marts 1883 – 28. april 1948 (far til Allan J. Erslev). I praksis voksede Kristian Erslev derfor op som enebarn og fra kort før hans tiårsfødselsdag også som moderløs.
2. juni 1880 blev Erslev i Gentofte Kirke gift med kusinen Louise Augusta Erslev (8. april 1859 – 31. januar 1928) – datter af Caspar Erslev – som han var blevet forlovet med i 1877. Ægteskabet begyndte imidlertid hurtigt at gå skævt. 20. februar 1881 blev sønnen Rolf Aage født (død 10. februar 1954) og 30. november 1884 fulgte endnu en søn, Harald, der allerede døde 5. december samme år efter 4. december at være blevet hjemmedøbt af faderen, der ellers var erklæret ateist. Ifølge folketællingen i 1885 boede den lille familie på Vodroffsvej 19, stuen (Frederiksberg), hvor husstanden også talte den 20-årige Ane Kirstine Jensen ("tyende") og en logerende, den 49-årige Nina Franziska Meidelt. Lige ovenover, på 1. sal, boede Erslevs far, der nu havde fulgt tre hustruer til graven.
På dette tidspunkt havde Erslev mødt Anna Hude, der i 1883 havde begyndt historiestudiet på universitetet. Samme år holdt Erslev som nytiltrådt professor undervisning to timer ugentligt over den italienske renæssance. Blandt de 6–10 studerende, der mødte op til undervisningen, var Anna Hude, der allerede da blev betaget af professoren. Erslev var også interesseret i Hude, men i første omgang sandsynligvis mest fordi hun udviste talent for det historiske studium, hvorfor Erslev hurtigt involverede hende i de kildeudgivelsesprojekter, han havde påtaget sig. Efter alt at dømme udviklede forholdet sig til mere end et platonisk venskab i 1888, hvor de to historikere mødtes under ferie i Norge. Erslev valgte imidlertid at blive hos hustruen, der 2. september 1890 fødte sønnen Erik Valdemar (faddere var Jacob Erslev og Augustas søster og svoger, Anna og Oscar Borgen). I en årrække mødtes Erslev og Hude dog en gang om ugen hos Hude. Efter et mislykket forsøg på at redde ægteskabet i 1907 endte det i foråret 1908, hvor Erslev flyttede ud og fik en lejlighed på Duntzfelts Allé 16 i Hellerup. 24. september 1909 blev Erslev og Hude hemmelig forlovet, og efter Erslevs skilsmisse i maj 1910 blev de gift 1. juli samme år og flyttede sammen på Frederiksberg.
25. april 1918 døde Erslevs yngste søn, der var kontorist i Østasiatisk Kompagni, i Shanghai. Samme år blev den ældste søn, som var uddannet ingeniør, driftsinspektør ved Carlsberg.
Efter Erslevs død erhvervede boghandelen Andr. Fred. Høst & Søn hele hans bogsamling og udarbejde et katalog over denne. Kataloget indeholder 2805 numre, men nogle numre dækker over flere bind, da værker har været basis for opdelingen. Fx er de komplette samlinger af Danske Magazin og Historisk Tidsskrift hver ét nummer. Omvendt er det uklart, om fx Grundsætninger for historisk Kildekritik fra 1892, der optræder både som nr. 119 og nr. 856 dækker over, at samlingen indeholdt to eksemplarer, eller det samme eksemplar blot har fundet plads to steder i systematikken.
Kataloget afslører, at Erslevs samling af skønlitteratur var relativ beskeden, nemlig 41 værker. Heriblandt findes der nogle samleudgaver, der må være erhvervet i Erslevs senere leveår – Steen Steensen Blichers Samlede Skrifter og Emil Aarestrups Samlede Værker er således begge fra 1922. Andre værker, som i kataloget er henregnet til skønlitteratur, har nok snarere interesseret Erslev som historiker end som privatmand. Det gælder fx Niccolò Machiavellis Fyrsten i en udgave fra 1876 og et par værker af Dante Alighieri. Af kusinen Anna Erslevs produktion har tre skønlitterære værker fundet vej til professorens bogsamling – Gamle Historier, Den unge Friherre og Lehnsmandens Hus – foruden de litteraturhistoriske Fremmed Digtning og Digtekunstens Mestre.

## Forfatterskab

### På internettet
- Kr. Erslev: "Kong Valdemars jordebog og den nyere kritik" (Historisk Tidsskrift, 4. række, Bind 5; 1875)
- Kr. Erslev: "De nyeste bidrag til Erik af Pommerns historie" (Historisk Tidsskrift, 4. række, Bind 6; 1877)
- Kr. Erslev: "Studier til Dronning Margrethes Historie" (Historisk Tidsskrift, 5. række, Bind 3; 1881)
- Kr. Erslev: "Om Reinhardts „Valdemar Atterdag'." (Historisk Tidsskrift, 5. række, Bind 3; 1881)
- Kr. Erslev (anmeldelse af): "C. E. F. Reinhardt: Valdemar Atterdag og hans Kongegjerning. Med et Tillæg af hidtil utrykte Diplomer. Kjøbenhavn 1880. XIX + 616 SS." (Historisk Tidsskrift, 5. række, Bind 3; 1881)
- Kr. Erslev: "Kong Olufs Dødsdag" (Historisk Tidsskrift, 5. række, Bind 4; 1883)
- Kr. Erslev: "Danmarks Folkemængde i Valdemar Sejrs Tid" (Historisk Tidsskrift, 5. række, Bind 5; 1885)
- Kr. Erslev: "Erik Plovpennings Strid med Abel" (Historisk Tidsskrift, 6. række, Bind 2; 1889)
- Kr. Erslev (anmeldelse af): "H. F. Rørdam: Danske Kirkelove samt Udvalg af andre Bestemmelser, vedrørende Kirken, Skolen og de fattiges Forsørgelse 1536—1683. 1.—3. Del. Kjøbenhavn (Selskabet for Danmarks Kirkehistorie) 1883—89. V. A. Secher: Corpus constitutionum Daniæ. Forordninger, Recesser og andre kongelige Breve, Danmarks Lovgivning vedkommende, 1558-1660, udgivne af Selskabet for Udgivelse af Kilder til dansk Historie. 1. Bind og 2. Binds 1.- 3. Hæfte. Kjøbenhavn 1887-90." (Historisk Tidsskrift, 6. række, Bind 2; 1889)
- Kr. Erslev: "Sven Estridsøn og Biskop Vilhelm" (Historisk Tidsskrift, 6. række, Bind 3; 1891)
- Kr. Erslev: "Det stockholmske Blodbads Forhistorie og C. Paludan-Müllers Opfattelse deraf" (Historisk Tidsskrift, 6. række, Bind 3; 1891)
- Kr. Erslev (anmeldelse af): "Ernst Robert Daenell: Die Kölner Konföderation vom Jahre 1367 und die schonischen Pfandschaften. Hansischdänische Geschichte 1367—1385. (Leipziger Studien aus dem Gebiet der Geschichte. herausgegeben von W. Arndt, K. Lamprecht. E. Marcks. 1. Bd. 1. Heft.) Leipzig (Duncker & Humblot) 1894. (174 SS.)" (Historisk Tidsskrift, 6. række, Bind 5; 1894)
- Kr. Erslev: "Fra Holstenervældens Tid i Danmark (1325-1340)" (Historisk Tidsskrift, 6. række, Bind 6; 1895)
- Kr. Erslev (anmeldelse af): "Ludvig Holberg: Konge og Danehof i det 13. og 14. Aarhundrede. Første Bind: Kong Erik Glippings Haandfæstning og Rigslove. Kjøbenhavn (G. E. C. Gad) 1895. (XVI + 334 SS.)" (Historisk Tidsskrift, 6. række, Bind 6; 1895)
- Kr. Erslev (anmeldelse af): "Die Chronica novella des Hermann Korner. Im Auftiage der Wedekindschen Preisstiftung für Deutsche Geschichte herausgegeben von Jakob Schwalm. Göttingen (Vanderhock & Ruprecht) 1895. (XXXVI + 650 SS.)" (Historisk Tidsskrift, 6. række, Bind 6; 1895)
- Kr. Erslev: "Forliget af 11. Februar 1340" (Historisk Tidsskrift, 7. række, Bind 1; 1897)
- Kr. Erslev: "Henrik af Æmeltorp i de ægte og de uægte Kilder" (Historisk Tidsskrift, 7. række, Bind 1; 1897)
- Kr. Erslev: "Et kalendarisk Kuriosum" (Historisk Tidsskrift, 7. række, Bind 1; 1897)
- Kr. Erslev: "Rostjeneste — Rustning" (Historisk Tidsskrift, 7. række, Bind 2; 1899)
- Kr. Erslev: "Dagen for Arkonas Indtagelse" (Historisk Tidsskrift, 7. række, Bind 2; 1899)
- Kr. Erslev: "Europæisk Feudalisme og dansk Lensvæsen" (Historisk Tidsskrift, 7. række, Bind 2; 1899)
- Kr. Erslev (anmeldelse af): "P. Hauberg: Myntforhold og Udmyntninger i Danmark indtil 1146. Med 13 Tavler. (Kgl. Danske Videnskab. Selsk. Skrifter, 6. Række. hist. o. filos. Afd. V. 1.) 1900." (Historisk Tidsskrift, 7. række, Bind 3; 1900)
- Kr. Erslev: "Forslaget til en ny Unionsakt fra Erik af Pommerns sidste Aar og dets Ophavsmand" (Historisk Tidsskrift, 7. række, Bind 3; 1900)
- Kr. Erslev: "Nyt fra historsisk Videnskab i Ind- og Udland" (Historisk Tidsskrift, 7. række, Bind 4; 1902)
- Kr. Erslev: "Rigets „bedste Mænd', Danehof og Rigsraadet" (Historisk Tidsskrift, 7. række, Bind 5; 1904)
- Kr. Erslev: "Sildetolden paa Skaanemarkedet" (Historisk Tidsskrift, 7. række, Bind 5; 1904)
- Kr. Erslev: "Har den danske Adel i det 15. Aarhundrede haft en stærk Tilgang af nye Slægter?" (Historisk Tidsskrift, 7. række, Bind 6; 1905)
- Kr. Erslev: "Fæstebondens Førlov og dens Størrelse" (Historisk Tidsskrift, 8. række, Bind 2; 1909)
- Kr. Erslev: "Gottorpernes Afkald paa Slesvig og dets Forhistorie" (Historisk Tidsskrift, 8. række, Bind 4; 1912)
- Kr. Erslev: "P. Lauridsens Antikritik" (Historisk Tidsskrift, 8. række, Bind 5; 1914)
- Kr. Erslev: "Har P. Lauridsen godtgjort, at Kongelovens Arvefølge gjaldt i den kongelige Andel af Slesvig allerede før 1721?" (Historisk Tidsskrift, 8. række, Bind 5; 1914)
- Kr. Erslev: "Valdemars Jordebog: Hallandslisten og „Hovedstykket'." (Historisk Tidsskrift, 8. række, Bind 6; 1915)
- Kr. Erslev: "Dronning Tyre og Danevirke" (Historisk Tidsskrift, 9. række, Bind 6; 1929)
- Kr. Erslev: "Det stockholmske Blodbad" (Historisk Tidsskrift, 9. række, Bind 6; 1929)
- Kr. Erslev (anmeldelse af): "Det danske Folks Historie, skrevet af danske Historikere. Redigeret af Aage Friis, Axel Linvald og M. Mackeprang. Kbh. 1926—1929" (Historisk Tidsskrift, 10. række, Bind 1; 1930)